# جان مالکوویچ
جان گاوین مالکوویچ (به انگلیسی: John Gavin Malkovich) (زاده ۹ دسامبر ۱۹۵۳) بازیگر آمریکایی و نامزد دو جایزه اسکار است.
جان مالکوویچ از پدری کروات و مادری اسکاتلندی-آلمانی زاده شد. او در بیش از ۷۰ فیلم سینمایی و تلویزیونی نقش‌آفرینی کرده‌است و از جمله آثار مطرح او می‌توان به «تکرار بازی»، «هتل»، «سایه خون‌آشام» و «بئوولف» اشاره کرد. از جدیدترین حضورهای مالکوویچ در فیلم «پس از خواندن بسوزان» برادران کوئن بوده‌است.
مالکوویچ سال ۱۹۹۸ شرکت فیلمسازی مستر مود را با همکاری لیان هالفن و رکس اسمیت بنیان نهاد و با نخستین محصول آن «دنیای ارواح» به کارگردانی تری زویگوف در بخش مسابقه جشنواره سال ۲۰۰۱ جشنواره فیلم کارلووی واری حضور داشت. از دیگر فیلم‌های این شرکت می‌توان به «لیبرتین»، «محرمانه مدرسه هنر» و فیلم برنده اسکار «جونو» اشاره کرد.

## فیلم‌شناسی
- ۱۹۷۸: یک عروسی
- ۱۹۸۴: مکان‌هایی در قلب
- ۱۹۸۴: میدان‌های کشتار
- ۱۹۸۵: النی
- ۱۹۸۷: باغ وحش شیشه‌ای
- ۱۹۸۷: ساختن آقای مطلوب
- ۱۹۸۷: امپراتوری خورشید
- ۱۹۸۸: مایل‌ها دور از خانه
- ۱۹۸۸: روابط خطرناک
- ۱۹۹۰: آسمان سرپناه
- ۱۹۹۱: هدف از زیبایی
- ۱۹۹۱: منطق کویینز
- ۱۹۹۲: سایه‌ها و مه
- ۱۹۹۲: موش‌ها و آدم‌ها
- ۱۹۹۲: جنیفر ۸
- ۱۹۹۳: در خط آتش
- ۱۹۹۳: زنده
- ۱۹۹۵: صومعه
- ۱۹۹۵: فراسوی ابرها
- ۱۹۹۶: ماری رایلی
- ۱۹۹۶: پرتره یک بانو
- ۱۹۹۶: شیطان
- ۱۹۹۶: آبشارهای مالهالند
- ۱۹۹۷: هواپیمای محکومین
- ۱۹۹۸: مردی در نقاب آهنی
- ۱۹۹۸: راندرز
- ۱۹۹۹: جان مالکوویچ بودن
- ۱۹۹۹: پیام‌آور: داستان ژان دارک
- ۱۹۹۹: زمان دوباره به دست آمد
- ۲۰۰۰: سایه خون‌آشام
- ۲۰۰۰: مینی سریال بینوایان
- ۲۰۰۱: هتل
- ۲۰۰۱: ولگردها
- ۲۰۰۱: من دارم به خونه می‌روم
- ۲۰۰۱: ارواح وحشی
- ۲۰۰۲: رقصنده طبقه بالا
- ۲۰۰۲: بازی ریپلی
- ۲۰۰۲: ناپلئون
- ۲۰۰۳: جانی انگلیش
- ۲۰۰۳: یک تصویر ناطق
- ۲۰۰۳: اقتباس
- ۲۰۰۴: افسارگسیخته
- ۲۰۰۵: راهنمای مسافران مجانی کهکشان
- ۲۰۰۵: رنگ من کوبریک
- ۲۰۰۶: محرمانه مدرسه هنر
- ۲۰۰۶: اراگون
- ۲۰۰۶: کلیمت
- ۲۰۰۷: بئوولف
- ۲۰۰۸: باک هوارد بزرگ
- ۲۰۰۸: باغ‌های شب
- ۲۰۰۸: در ترانزیت
- ۲۰۰۸: بخوان و بسوزان
- ۲۰۰۸: رسوایی
- ۲۰۰۸: تاریخ جهش‌یافتگان
- ۲۰۰۸: بچه جایگزین
- ۲۰۰۹: و بعد …
- ۲۰۱۰: جونا هکس
- ۲۰۱۰: اسب مسابقه
- ۲۰۱۰: رد
- ۲۰۱۱: تبدیل‌شوندگان: نیمه تاریک ماه
- ۲۰۱۲: خطوط ولینگتون
- ۲۰۱۳: بدن‌های گرم
- ۲۰۱۳: کد مرگبار
- ۲۰۱۳: رد ۲
- ۲۰۱۴: سزار چاوز
- ۲۰۱۴: پنگوئن‌های ماداگاسکار
- ۲۰۱۴: تغییرات کازانووا
- ۲۰۱۴: کاتبنک
- ۲۰۱۵: ۱۰۰ سال
- ۲۰۱۶: زولندر ۲
- ۲۰۱۶: دیپ‌واتر هورایزن
- ۲۰۱۷: بازشده
- ۲۰۱۷: عروسی وایلد
- ۲۰۱۷: من تو را دوست دارم، بابا
- ۲۰۱۷: در مورد عشق. فقط برای بزرگسالان
- ۲۰۱۷: کله فشنگی
- ۲۰۱۸: سوپرکان
- ۲۰۱۸: ۲۲ مایل
- ۲۰۱۸: جعبه پرنده
- ۲۰۱۸: قتل‌های ای.بی.سی.
- ۲۰۱۹: فوق‌العاده شرور، به طرز وحشتناکی شیطانی و پست
- ۲۰۱۹: اره چرخی مخملی
- ۲۰۱۹: دره خدایان
- ۲۰۲۰: آرکانزاس
- ۲۰۲۰: ایوا
- ۲۰۲۰ : پاپ جدید (سریال)
- ۲۰۲۱: گروگان سرکش
- ۲۰۲۲-۲۰۲۱: نیروی فضایی
- ۲۰۲۳: سنکا

## جوایز و افتخارات
- کاندیدای بفتای بهترین بازیگر مکمل مرد برای فیلم در خط آتش